# Palácio Antônio Lemos
O Palácio Antônio Lemos (inicialmente chamado "Palacete Azul" e  "Casa no Largo do Palácio"), também chamado Museu da Arte de Belém, é uma edificação pública, palácio, museu e, a prefeitura municipal, construído em 1860 por José da Gama Abreu, no âmbito do ciclo da borracha, situado no bairro da Cidade Velha, na cidade brasileira de Belém (estado do Pará). Tendo modificações em 1883 de autoria de Antonio Landi.
Desde 1994, este é sede oficial do Poder Municipal e Museu da Arte de Belém (MABE).

## Histórico
Inicialmente era chamado de Palacete Azul, devido à cor da fachada, sendo renomeado na década de 50 em homenagem a Antônio Lemos, intendente da capital no período 1897-1911, responsável pelo processo de urbanização e modernização da cidade.
Em 1860, foi projetado por José da Gama Abreu, em estilo estilo neoclássico tardio. Em 1883 recebendo um aumento e modificações por Antonio Landi. Novamente em 1911 pelo intendente Antonio Lemos acrescentando revestimentos, móveis e objetos conforme a moda européia, assinados por mestres como Capranesi, De Angelis e Teodoro Braga, rivalizando com Rio de Janeiro e São Paulo.
Outra importante reforma foi a de 1927. Em 1992, o restauro recupera as linhas originais do projeto de 1860 eliminando as modificações de 1883.

## Complexo Turístico Feliz Lusitânia
O Palácio Antônio Lemos faz parte do Complexo Turístico Feliz Lusitânia, que é composto por:
- Forte do Castelo;
- Palacete das Onze Janelas;
- Igreja de Santo Alexandre/Museu de Arte Sacra (antigo Palácio Episcopal);
- Catedral Metropolitana de Belém, e;
- Ladeira do Castelo/Rua Norte (atual rua Siqueira Mendes).[7]
- Museu do Círio
- Palácio Lauro Sodré/Museu do Estado do Pará (MEP)
- Palácio Antônio Lemos/Museu de Arte de Belém ( MAB)

## Patrimônio histórico

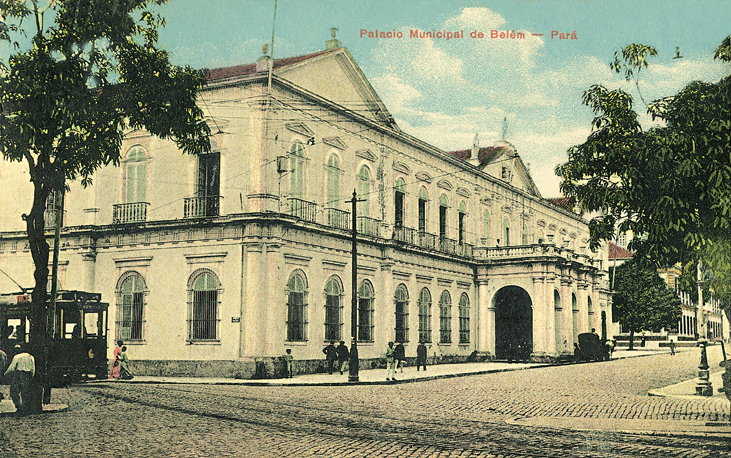
Imagem do Palácio Antônio Lemos, sede municipal de Belém.

O Palácio é tombado pelo Instituto do Patrimônio Histórico e Artístico Nacional (Iphan), localizada no logradouro Avenida Portugal, junto às sedes do Poder Judiciário e do Legislativo do estado, onde também estão outras edificações tombadas como patrimônio: a Doca do Ver-o-Peso, a Praça do Relógio, a Praça Dom Pedro II, o Palácio Lauro Sodré (Palácio do Governo) e, o Solar do Barão de Guajará.